# 룽하이 철로

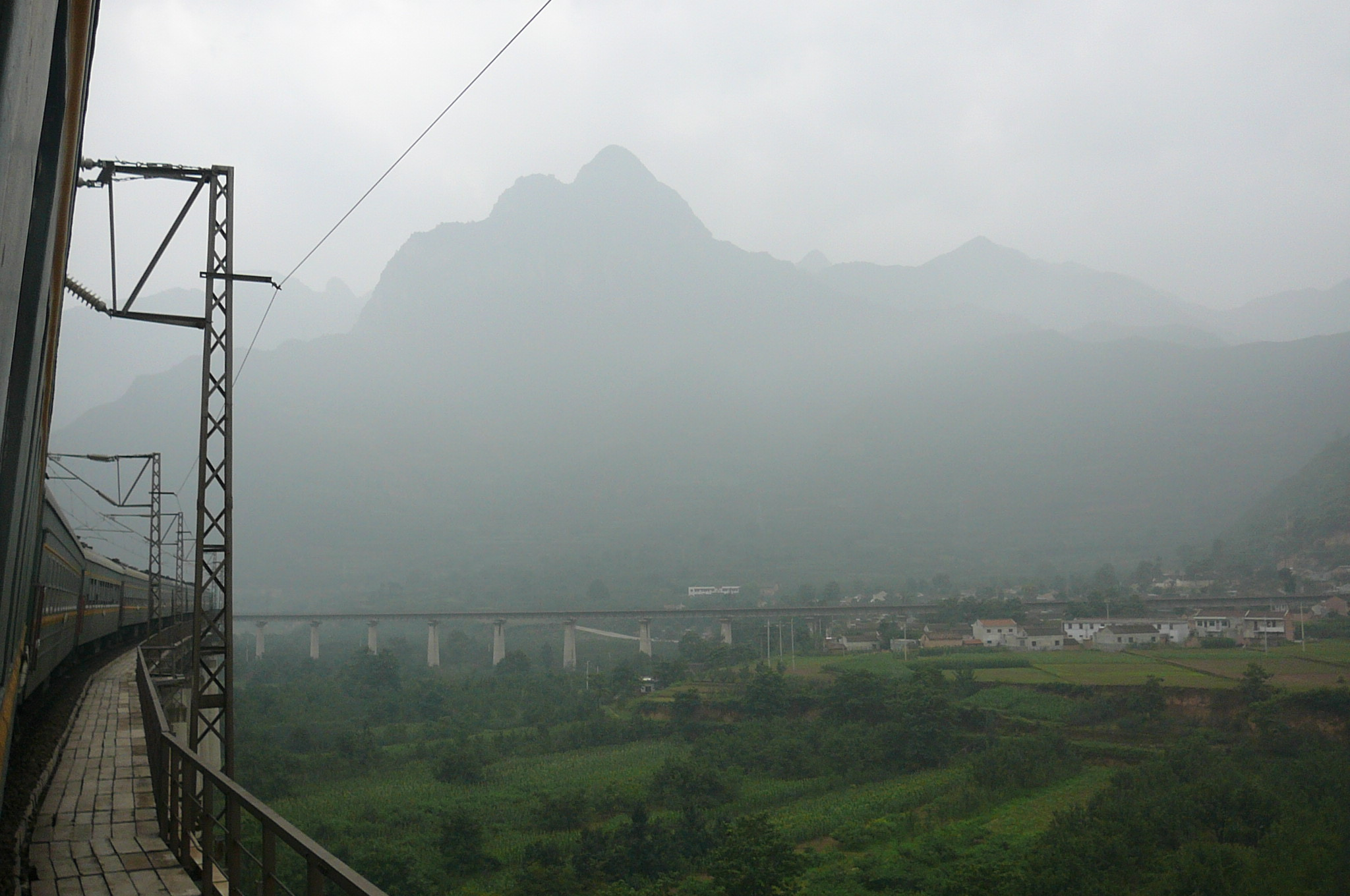
룽하이 철로

룽하이 철로(陇海铁路)는 중국의 장쑤성 롄윈강에서 간쑤성 란저우까지 이르는 철로이다. 간쑤 성의 약자인 "룽"(陇)과 롄윈강의 옛 이름인 하이저우(海州)에서 "하이(海)"를 따와서 지은 이름이다. 1905년 기공하여 1945년 톈수이까지 개통되었다. 1953년에는 톈수이에서 란저우에 이르는 톈란철도(天兰铁路)가 개통됨으로써, 현재의 룽하이 철로의 전체가 완성되었다. 전장 1,735km이다. 룽하이 철로는 실로 중국 대륙 동·중·서부를 관통하는 가장 중요한 기간 철도이다. 또한 태평양 연안에서부터 대서양 연안의 네덜란드 로테르담에 이르는 신 아시아-유럽 브리지의 중요 구성 부분이다. 쉬저우에서 징후 철로와, 정저우 역에서 징광 철로와 교차한다. 룽하이 철로는 중국에서 가장 번잡한 철로 중 하나이다. 전 구간이 복선이며, 쉬저우에서 란저우 구간은 전철화되어 있다.
룽하이 철로는 50년 넘는 기간 동안 4개의 정부(청나라, 북양 정부, 난징 국민정부, 중화인민공화국)에 의하여 건설되었다. 룽하이 철로의 최초 구간은 (i)청나라와 (ii) 프랑스 및 러시아의 후원을 받은 벨기에 합작회사 간의 조인트벤처 회사에 의하여 1904년 (광서 30년)에 징한 선(京漢線) 정저우 역에서 동쪽으로는 카이펑(→汴), 서쪽으로는 뤄양(→洛)에 이르는 량뤄(汴洛)선으로서 착공되어서 1910년(선통 2년)에 개통되어 이후에도 계속 카이펑, 뤄양에서부터 동서 양쪽으로 확장되었다. 동쪽으로는 1916년(민국 5년)에 쉬저우까지, 1925년(민국 14년)에 하이저우까지 그리고 1934년(민국 23년)에 롄윈강까지 개통되었다. 서쪽으로는 1927년(민국 16년)에 링바오까지, 1935년(민국 24년)에 시안까지, 1936년에 바오지까지, 1945년(민국 34년)에 톈수이까지 개통되었다. 1950년 4월부터 톈수이~란저우 간의 건설이 개시되어 1953년 7월에 완성됨으로써, 룽하이 철도 전구간이 개통되었다. 1955년 이후부터 차례로 정저우, 란저우, 시안, 바오지 등의 터미널의 개보수 공사가 진행되었다. 1956년~70년에 정저우~바오지 간의 복선화 공사가 시행되었고 삼문협(三門峡)댐(zh)의 건설에 따라 일부 구간의 변경이 있었다.